# William Vesey-FitzGerald
William Robert Seymour Vesey-FitzGerald (1818 - 28 juin 1885) est un homme politique britannique et administrateur colonial. Il est sous-secrétaire d'État aux Affaires étrangères entre 1858 et 1859 et gouverneur de Bombay entre 1867 et 1872.

## Biographie
Il est le fils illégitime de William Vesey-FitzGerald (2e baron FitzGerald et Vesey). Il fait ses études à la Christ Church, à Oxford et à l'Oriel College, à Oxford, où il obtient un diplôme en études classiques en 1837.
Il est élu député de Horsham en 1848, mais est invalidé sur pétition. En 1852, il est de nouveau élu pour Horsham et peut occuper le siège jusqu'en 1865 . Il a sert sous le comte de Derby en tant que sous-secrétaire d'État aux Affaires étrangères entre 1858 et 1859. En 1866, il est nommé gouverneur de Bombay admis au Conseil privé et nommé Chevalier Commandeur de l'Ordre de l'Étoile d'Inde et Chevalier Grand Commandeur de l'Ordre de l'Empire des Indes. À son retour en Grande-Bretagne, il représente à nouveau Horsham au Parlement de 1874 à 1875. En 1875, il est nommé commissaire en chef des organismes de bienfaisance.